# Деркул (приток Шагана)
Деркул (Дерколь) — река в Западно-Казахстанской области Казахстана в бассейне реки Урал, крупнейший приток реки Шаган.
Берёт своё начало на возвышенности Общий Сырт у северного подножия горы Ички (280 м). Протекает около крупных населённых пунктов Западно-Казахстанской области (Таскала, Деркул, Перемётное, Зелёное).
Длина 176 км, площадь бассейна 2250 км². Пересыхающая река. Питание снегово-дождевое и грунтовое. Несколько небольших притоков. Замерзает с конца ноября до начала апреля. Среднегодовой расход воды 2,4 м³/с. Соленость воды 0,5—1,5 г/л. Пойма используется для сенокошения.